# MXGP 2: The Official Motocross Videogame
MXGP 2: The Official Motocross Videogame è un videogioco del Mondiale Motocross 2015 pubblicato nel 2016 e sviluppato da Milestone per Microsoft Windows, PlayStation 4 e Xbox One.

## Modalità di gioco
Il gioco prevede di partecipare al Campionato mondiale di motocross 2015 su tutti i tracciati previsti. A differenza del capitolo precedente nel quale si poteva solo unirsi ad un team (Honda, Kawasaki, KTM, Suzuki, TM Racing e Husqvarna)  vi è la possibilità di creare la propria squadra completamente personalizzabile sia dal punto di vista del proprio personaggio sia per la moto (dei marchi citati sopra). Vi è una nuova modalità, MXoN, nella quale si potrà scegliere una nazione e giocare con i piloti in gara.

## Accoglienza
Il gioco ha ricevuto giudizi positivi. È stata lodata la completezza dei contenuti e del comparto tecnico e il modello di guida divertente ed impegnativo, ma criticata l'IA non sempre coerente e la fisica delle collisioni non idonea.
- SpazioGames: 7,5 (per tutte le piattaforme)[4]
- Everyeye: 7[5]
- IGN Italia: 8.3[6]

## Contenuti scaricabili
Il 5 maggio 2016 viene reso disponibile il DLC Agueda and Bastogne Tracks, che aggiunge i tracciati storici di Águeda e Bastogne per tutte le modalità tranne la carriera.